# Diogmites aureolus
Diogmites aureolus là một loài ruồi trong họ Asilidae. Diogmites aureolus được Carrera & Papavero miêu tả năm 1962. Loài này phân bố ở vùng Tân nhiệt đới.